# Piotr Lisek
Piotr Lisek född 16 augusti 1992 i Duszniki, Polen, är en polsk friidrottare som tävlar i stavhopp. Lisek tog brons vid VM 2015 och vid VM 2019  samt silver vid VM 2017.
Lisek är den första polska stavhopparen som hoppat över 6 meter, med personbästa utomhus på 6,02 m i Monaco 2019 och inomhus på 6,00 m i Potsdam 2017.